# Ustka (gmina wiejska)
Ustka – gmina wiejska w województwie pomorskim, w powiecie słupskim. W latach 1975–1998 gmina położona była w województwie słupskim.
Siedziba gminy to Ustka.
Według danych z 31 grudnia 2010 gminę zamieszkiwało 7789 osób.
Gmina powstała 1 lipca 1976 roku z ziem zniesionych gmin Duninowo i Objazda oraz z sołectw Charnowo i Niestkowo przyłączonych z gminy Bruskowo Wielkie.

## Struktura powierzchni
Według danych z roku 2002 gmina Ustka ma obszar 218,1 km², w tym:
- użytki rolne: 54%
- użytki leśne: 31%

Gmina stanowi 9,47% powierzchni powiatu.

## Demografia
Dane z 30 czerwca 2004:
| Opis                              | Ogółem | Ogółem | Kobiety | Kobiety | Mężczyźni | Mężczyźni |
| --------------------------------- | ------ | ------ | ------- | ------- | --------- | --------- |
| jednostka                         | osób   | %      | osób    | %       | osób      | %         |
| populacja                         | 7322   | 100    | 3619    | 49,4    | 3703      | 50,6      |
| gęstość zaludnienia (mieszk./km²) | 33,6   | 33,6   | 16,6    | 16,6    | 17        | 17        |

- Piramida wieku mieszkańców gminy Ustka w 2014 roku[1]

## Sołectwa
W skład gminy wchodzi 19 sołectwCharnowo, Dębina, Duninowo, Gąbino, Grabno, Lędowo, Machowino, Machowinko, Niestkowo, Możdżanowo, Objazda, Pęplino, Przewłoka, Rowy, Starkowo, Wodnica, Wytowno, Zaleskie, Zimowiska.
Pozostałe miejscowości podstawoweBałamątek, Ciosaniec, Dalimierz Przewłocki, Dominek, Duninówko, Golęcino, Krężołki, Lędowo-Osiedle, Modlinek, Modła, Orzechowo, Osieki Słupskie, Poddąbie, Redwanki, Wytowno, Zabłocie, Zapadłe.

## Ochrona przyrody
- Rezerwat przyrody Buczyna nad Słupią
- Rezerwat przyrody Jezioro Modła
- Rezerwat przyrody Zaleskie Bagna

## Sąsiednie gminy
Postomino, Redzikowo, Smołdzino, Ustka. Gmina sąsiaduje z morzem Bałtyckim.